# アンドリー・ガルブゾフ
アンドリー・ガルブゾフ（Andrey Garbuzov、1983年8月7日 - ）は、プレミアリーグ・クラスニヤールに所属するラグビーユニオン選手。

## プロフィール
- ロシア・クラスノヤルスク出身[1]。
- ポジションはフランカー(FL)。
- 身長 193cm、体重 112kg
- ロシア代表キャップは100（2020年9月現在）で2011W杯・2019W杯のロシア代表に選ばれた[2]。

## 略歴
2005年、ロシア代表としてデビュー。